# Burg Vianden
Die Burg Vianden, oder Schloss Vianden ist eine mittelalterliche Befestigungsanlage in Vianden im gleichnamigen Kanton Vianden in Luxemburg. Sie ist eine der größten erhaltenen Burgen westlich des Rheins.

## Geschichte
Ursprung der gesamten Anlage bildet ein römisches Kastell, datiert auf 360–450 nach Christus. Eine größere Bedeutung sowie zahlreiche Erweiterungen wie der Einbau einer zehneckigen Kapelle erfuhr die imposante Burg und mächtigste noch bestehende Wehranlage Luxemburgs im 11. Jahrhundert. Anlass war der Umzug der Herren von Vianden aus der Eifel an diesen Ort. Die Grafen von Vianden spielten bis ins 15. Jahrhundert eine wichtige Rolle unter den Herrschern zwischen Rhein, Mosel und Maas.
Durch die Heirat der Erbtochter Maria von Vianden 1346 mit Simon III. von Sponheim-Kreuznach kam die Grafschaft Vianden bis 1417 in die Hände der Grafen von Sponheim. Nach dem Tod von Elisabeth, der letzten Gräfin der vorderen Grafschaft Sponheim, übernahm Engelbert I. von Nassau-Dillenburg die Grafschaft Vianden. Von 1417 bis zur Französischen Revolution war die Burg im Besitz des Hauses Oranien-Nassau.
Im 17. Jahrhundert erhielt die Burg einen Palas im Renaissancestil. Während der französischen Revolution wurde sie konfisziert, jedoch 1815 an Großherzog Wilhelm I. von Luxemburg, der auch König der Niederlande war, zurückgegeben. Wenzeslas Coster, der damalige Bürgermeister der Stadt, erwarb die Burg 1820 bei einer Versteigerung für 3.200 Gulden. (Gleichzeitig wurden auch die Burg Bourscheid und die Burg Esch-Sauer versteigert.) Er verkaufte die Materialien der Burg wie die Kupferverdachung, Bleiverglasung, Holztäfelung und Eisenbeschläge, Türen und Fenster, sodass die Bauten der Burganlage zusehends verfielen.

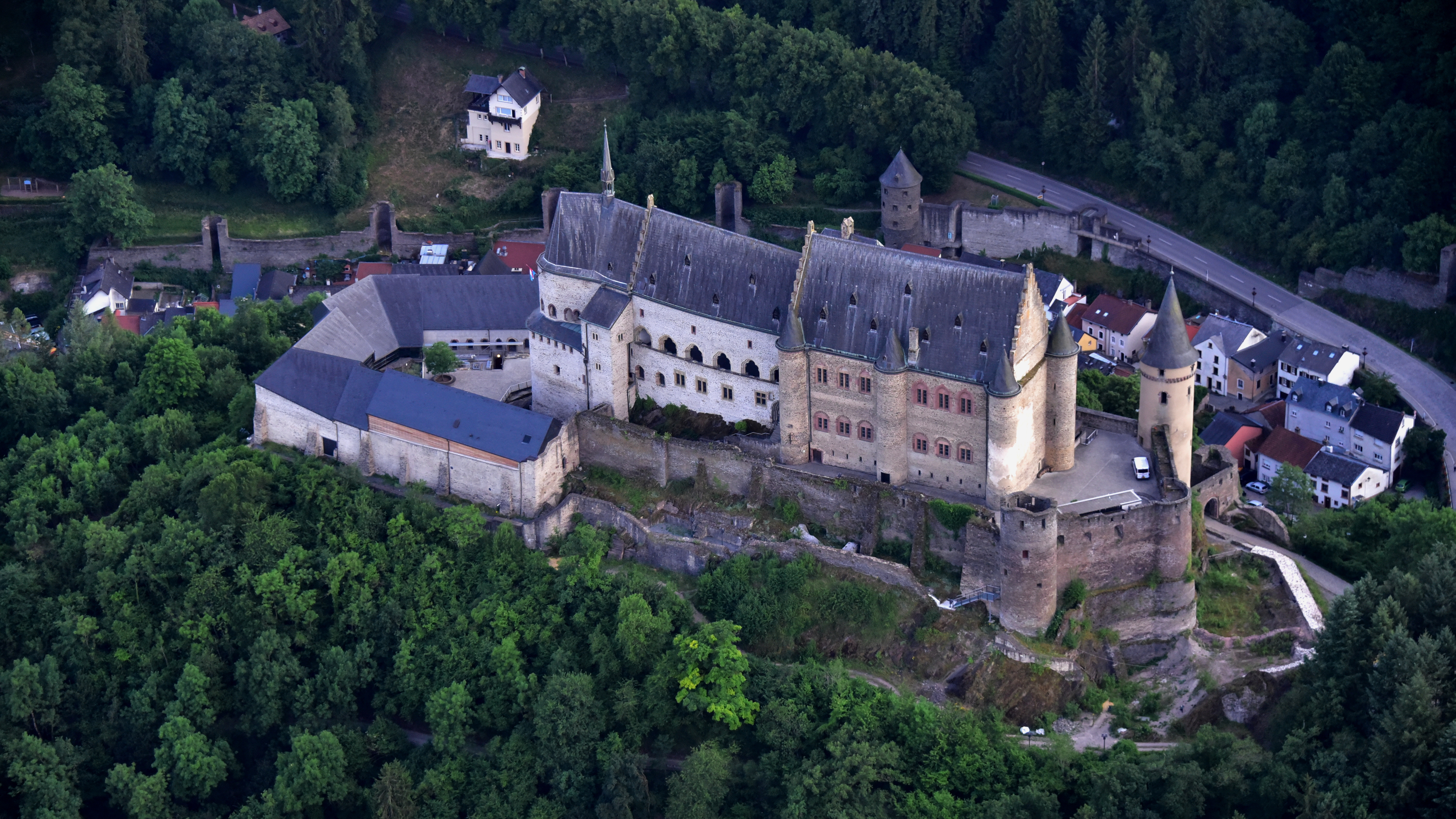
Luftaufnahme (2017)
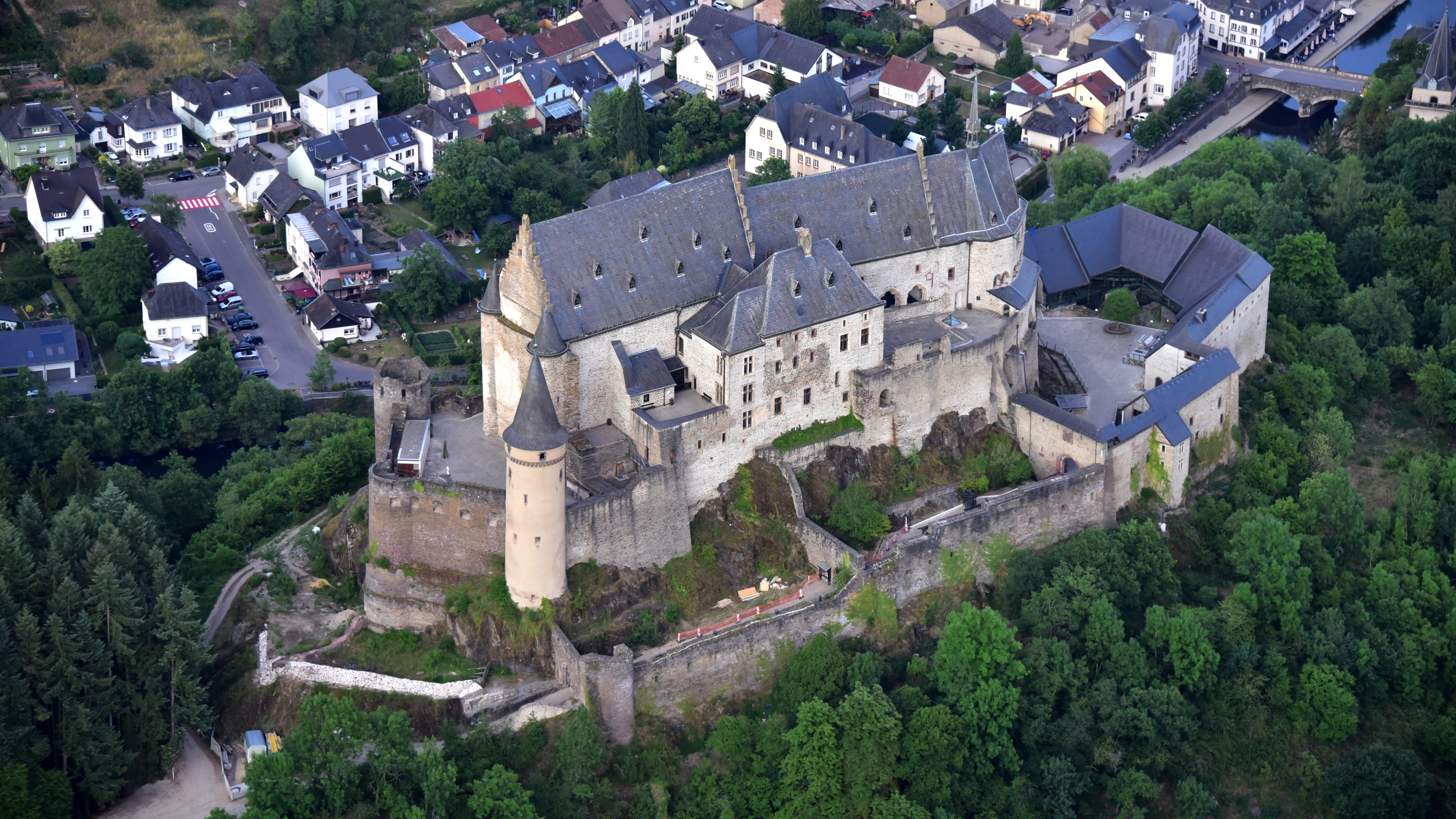
Luftaufnahme (2017)
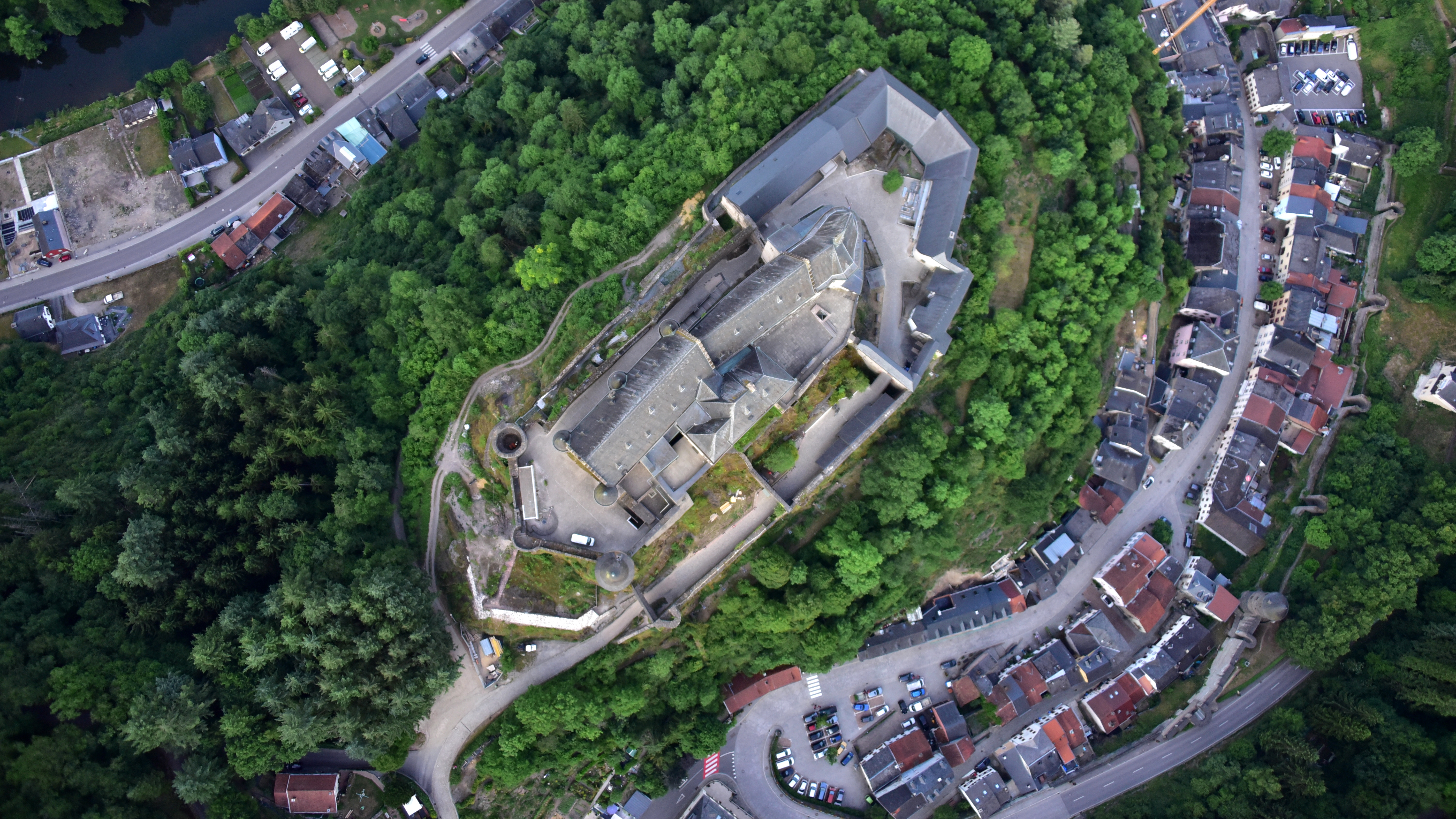
Senkrechtaufnahme (2017)

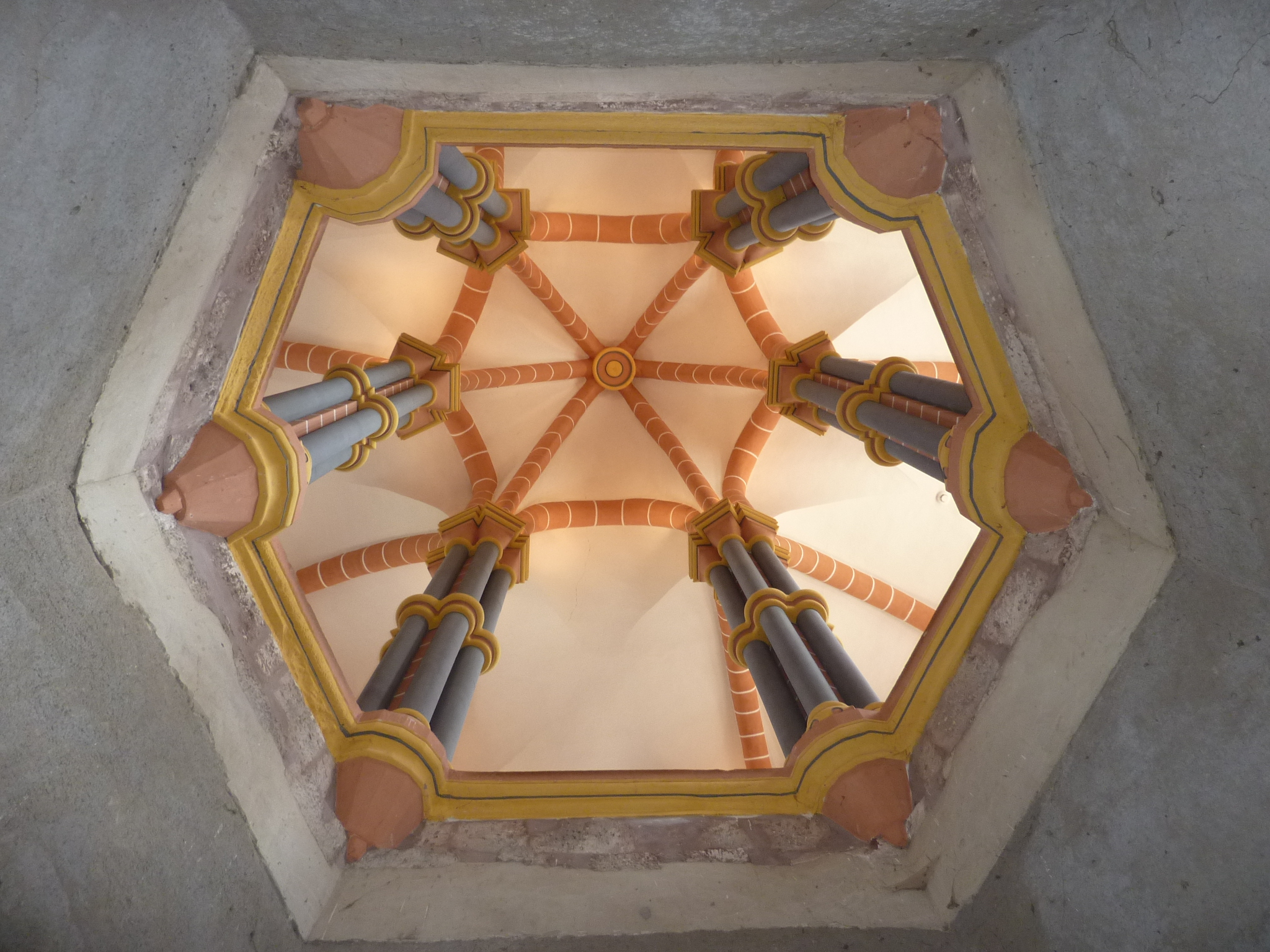
Blick von der Unteren in die Obere Kapelle

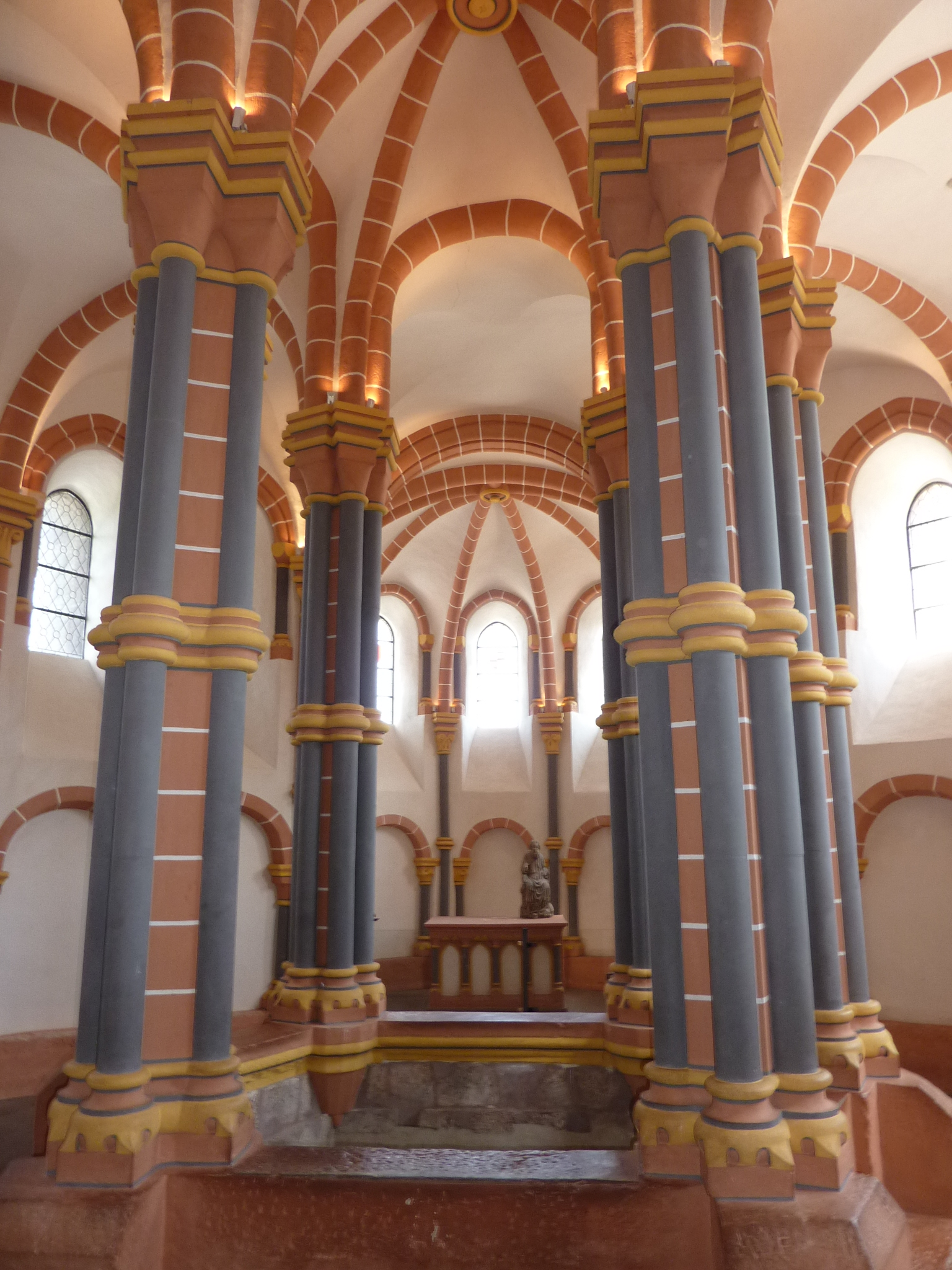
Die Obere Kapelle

Im Jahr 1890 erwarb Großherzog Adolph aus dem älteren Haus der Nassauer die Burgruine nun für 1100 Gulden, und beabsichtigte, sie wieder aufbauen zu lassen. Das kam jedoch nicht zustande, sodass die Anlage zwar im Besitz der Großherzöge blieb aber immer weiter zerfiel. Jedoch bewahrte es die mittelalterliche Bausubstanz auch vor historistischer Überarbeitung (wie bei der Hohkönigsburg).
Seit ihrer Verstaatlichung im Jahr 1977 wird sie schrittweise restauriert und ist für Besucher täglich geöffnet. Ihre Erneuerung ist zwar fast abgeschlossen, in kleinen Bereichen dauert sie jedoch auch im 21. Jahrhundert noch an. Die Arbeiten werden wissenschaftlich begleitet. Die Finanzierung der Rekonstruktionsarbeiten erfolgt zum größten Teil aus EU-Fördermitteln. Auch Les Amis du Château de Vianden (Freunde der Burg Vianden) tragen einen Teil dazu bei.

## Beschreibung der Bauten und der Gesamtanlage
Die Höhenburg befindet sich über der Stadt Vianden auf einer Höhe von ungefähr 100 Metern über dem Fluss Our. Sie besitzt eine innere Mauer mit Ecktürmen. Innerhalb dieser Kernburg befinden sich die Wohnräume, Festsäle und Wirtschaftsräume. Der äußere Mauerring ist deutlich niedriger und bietet durch drei aufeinander folgende Tore Zugang zur Kernburg. Die Anlage ist insgesamt etwa 85 Meter lang und 30 Meter breit.
Sie wird in vier Etagen unterteilt: der Hauptbereich umfasst die Waffenhalle, eine „archäologische Krypta“, eine kleine und eine große Küche, eine untere Kapelle, die Ritterstube, das Esszimmer und den großen Rittersaal. Dieser fasst bis zu 500 Personen.
Darüber liegen ein Innenhof mit anschließendem Wehrgang, es folgen die Obere Kapelle, die „Byzantinische Galerie“, der Bankettsaal, das Schlafzimmer, drei nach Personen benannte Räume (Vic Abens, J. P. Koltz und Ch. Arendt), der kleine Palas (aus dem 12. Jahrhundert) sowie das Stammbaumzimmer.
Teilweise im Felsen eingearbeitet sind ein großer Keller und ein Verteidigungswerk, das bereits zur Zeit der Karolinger angelegt worden war; um 1250 ließ der damalige Besitzer die Wehrhaftigkeit dieser Vorburg verstärken. Dieser Bereich ist durch den „Schwarzen Turm“ gekennzeichnet.

Panorama der Burg Vianden

## Bewerbung als Weltkulturerbe
Im Oktober 1993 meldete die beim luxemburgischen Kulturministerium angesiedelte UNESCO-Kommission Burg und Stadt bei der UNESCO geführten sogenannten Tentativliste als potentielle Welterbestätte an. Ein dortiger Eintrag ist die Voraussetzung dafür, dass zu einem späteren Zeitpunkt ein Antrag auf Verleihung eines entsprechenden Prädikats, in diesem Fall des Weltkulturerbes, gestellt werden kann. Nachdem sich in der Folgezeit und über mehrere Jahre wenig getan hatte, gründete sich 2010 ein Komitee, um die notwendigen Unterlagen zusammenzustellen und somit die Bewerbung Viandens voranzutreiben. Im Februar 2012 wurde diese dann bei der UNESCO eingereicht. Bei der turnusmäßigen Sitzung des Welterbekomitees im Juni 2013 in Phnom Penh sollte über das luxemburgische Begehren entschieden werden. Da sich aber im Vorfeld abzeichnete, dass das Beratergremium ICOMOS, dessen Empfehlung eine zentrale Rolle bei der Vergabeentscheidung spielt, ein eher negatives Votum abgeben würde, wurde der Antrag kurzfristig zurückgezogen. Kritisiert wurden insbesondere die umfangreichen Leerstände in der Altstadt, der schlechte Zustand dieser Gebäude sowie die mangelhafte Bürgerbeteiligung. Die Bewerbung sollte zunächst überarbeitet und dann erneut eingereicht werden. Zunächst wurde der Status als Welterbekandidat im Zusammenhang mit Vianden noch weiter werbetechnisch genutzt, so auch vom offiziellen Tourismusverband des Großherzogtums. 2014 wurde Vianden von der Tentativliste gestrichen.

## Besonderheiten

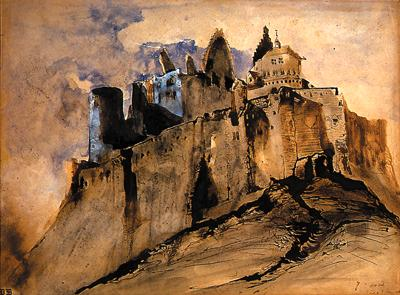
Bei einem Besuch im Jahr 1871 zeichnete Victor Hugo die Burgruine.

- Im Jahr 2000 war die Burg Drehort für den Film Shadow of the Vampire.
- Bei der Besichtigung wird in einem größeren Raum die Geschichte der Burg in Bildern und Modellen gezeigt. Erklärungstafeln geben Aufschluss darüber, dass gegen Ende des 20. Jahrhunderts erstmals mittels Laserscan eine detaillierte Vermessung der gesamten Anlage vorgenommen werden konnte. Es entstand ein fotorealistisches dreidimensionales Modell der Burg.
- Bei seinem Aufenthalt in Vianden im Jahr 1871 hielt der berühmte französische Schriftsteller Victor Hugo fest: „Aujourd'hui, dans son paysage splendide que viendra visiter un jour toute l'Europe, Vianden se compose de deux choses également consolantes et magnifiques, l'une sinistre, une ruine, l'autre riante, un peuple.“ - "In seiner wundervollen Landschaft, die dereinst ganz Europa besichtigen wird, besteht Vianden heute aus zwei Dingen, zu gleichen Teilen tröstlich und großartig, das eine düster, eine Ruine, das andere heiter, ein Volk."